# Coleophora darigangae
Coleophora darigangae é uma espécie de mariposa do gênero Coleophora pertencente à família Coleophoridae.